# Estevam Ferreira
José Estevam Ferreira Junior (Sete Lagoas, 24 de julho de 1978), mais conhecido com Estavam, é um jogador de basquetebol brasileiro.
Destaca-se por pegar muitos rebotes e ser um excelente defensor.
Hoje em dia ele administra o projeto esportivo E7 Sports, em sua cidade natal, onde atua também como o técnico. 
No ano de 2023 sua equipe sub14 foi campeã do "campeonato metropolitano de basquete". Em 2024 a equipe subiu no pódio também na Liga Metropolitana de Basquete, na modalidade sub-15, ficando com a medalha de bronze. A equipe adulta da E7 Sports também teve bons resultados na competição, garantindo o 4º lugar.
1. ↑  https://setelagoas.com.br/noticias/esportes/225900-com-estevam-ferreira-e7sports-coloca-sete-lagoas-no-mapa-do-basquete-mineiro/